# كلية هارفارد

شعار كلية هارفارد.

كلية هارفارد هي كلية جامعية خاصة وتتبع كلية الآداب في جامعة هارفارد. تأسست في عام 1636 في كامبريدج، ماساشوستس، وهي أقدم مؤسسة للتعليم العالي في الولايات المتحدة  وتعتبر واحدة من أعرق الكليات في العالم.
كلية هارفارد هي كلية للدراسة الجامعية تابعة لجامعة هارفارد،  وهي جامعة بحثية خاصة تقع في كامبريدج، ماساتشوستس. هذه الكلية هي جزء من كلية الفنون والعلوم في جامعة هارفارد، وتقدم البرامج الجامعية التقليدية لجامعة هارفارد، حيث تمنح درجات البكالوريوس في الفنون (AB) والبكالوريوس في العلوم (SB). تتميز بانتقائيتها العالية، حيث قُبل أقل من أربعة بالمئة من المتقدمين للقبول اعتبارًا من عام 2022.
يشارك طلاب كلية هارفارد في أكثر من 450 منظمة لا منهجية، ويعيش جميعهم تقريبًا في الحرم الجامعي. يسكن الطلاب في السنة الأولى في أو بالقرب من ساحة هارفارد، بينما يقيم طلاب السنوات المتقدمة في مساكن أخرى داخل الحرم الجامعي.
أنتجت الكلية العديد من الخريجين المتميزين بما في ذلك السياسيين رفيعي المستوى والعلماء المشهورين وقادة الأعمال.

## التاريخ

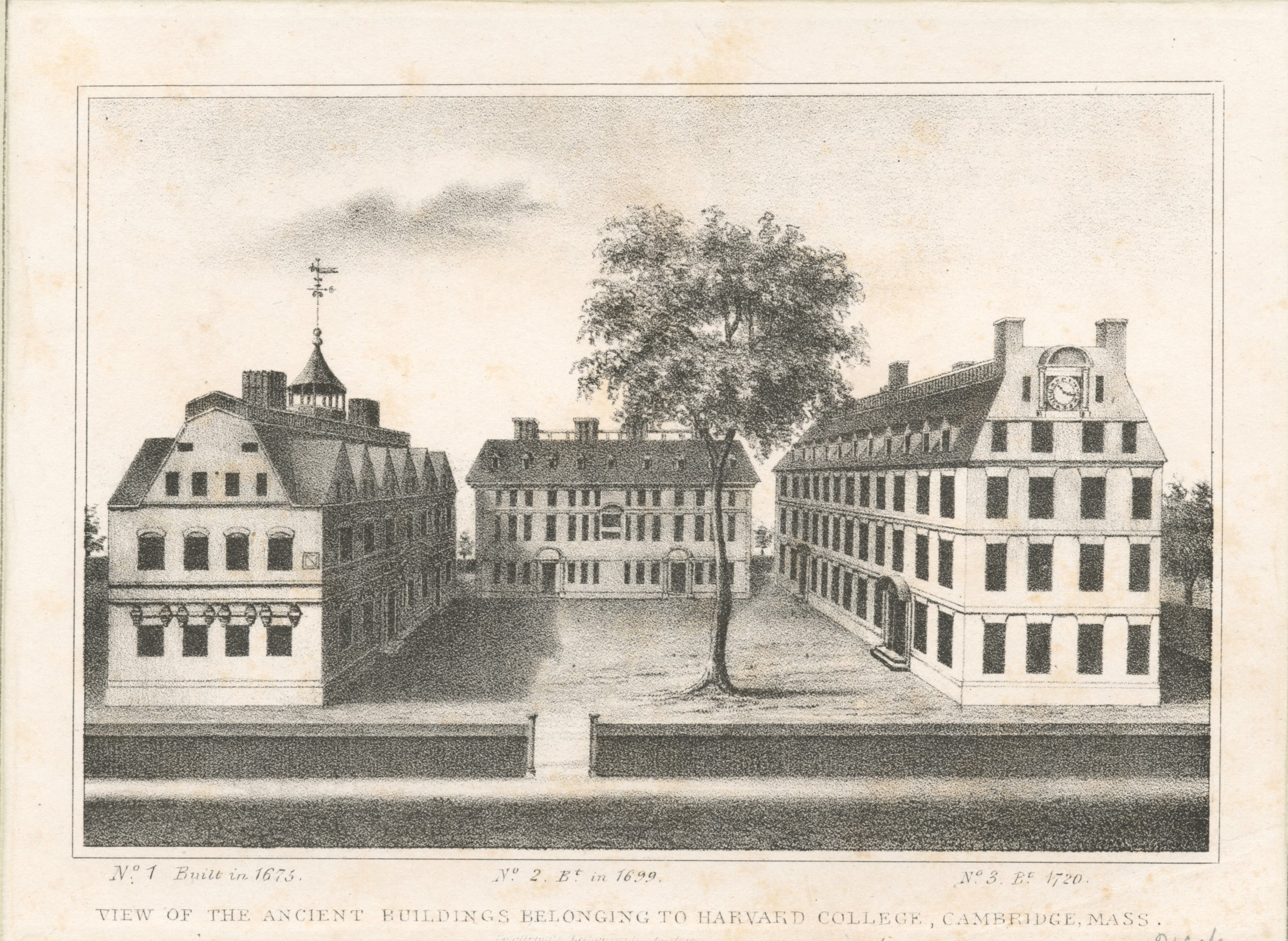
Harvard College in Colonial times

كلية هارفارد في العصر الاستعماري ظهرت المدرسة إلى حيز الوجود في عام 1636 بتصويت من المحكمة الكبرى والعامة لمستعمرة خليج ماساتشوستس - على الرغم من عدم وجود مبنى واحد أو مدرس أو طالب. في عام 1638 ، أصبحت الكلية موطنًا لأول مطبعة معروفة في أمريكا الشمالية ، حملتها السفينة جون أوف لندن. بعد ثلاث سنوات ، أعيدت تسمية الكلية تكريما لوزير تشارلزتاون المتوفى جون هارفارد (1607-1638) الذي ورث للمدرسة مكتبته بالكامل ونصف ممتلكاته النقدية.
كان أول مدرس لجامعة هارفارد هو مدير المدرسة ناثانيال إيتون (1610–1674). في عام 1639 ، أصبح أيضًا أول مدرب يتم فصله بسبب الانضباط الصارم. تخرج طلاب المدرسة الأوائل في عام 1642. في عام 1665 ، تخرج كاليب تشيشاتوموك (حوالي 1643-1666) «من وامبانواغ ... من هارفارد ، وهو أول هندي يقوم بذلك في الفترة الاستعمارية.»
كليات جامعتي أكسفورد وكامبريدج في إنجلترا عبارة عن مجتمعات داخل الجامعة الأكبر كل منها عبارة عن اتحاد من العلماء يتشاركون الغرفة والمجلس. ربما تصور مؤسسو جامعة هارفارد أنها الأولى في سلسلة من الكليات الشقيقة على النموذج الإنجليزي والتي ستشكل في النهاية جامعة على الرغم من عدم وجود كليات أخرى في العهد الاستعماري. كانت الكلية الهندية نشطة من عام 1640 إلى ما لا يزيد عن 1693 ، لكنها كانت إضافة ثانوية لا تعمل بالاتحاد مع جامعة هارفارد وفقًا للنموذج الإنجليزي. بدأت جامعة هارفارد في منح درجات علمية أعلى في أواخر القرن الثامن عشر وأطلق عليها بشكل متزايد اسم جامعة هارفارد حتى عندما كان يُنظر إلى كلية هارفارد على أنها القسم الجامعي على وجه الخصوص.
قاعة ماساتشوستس (1720) هي أقدم مبنى في حرم جامعة هارفارد. حاليًا كلية هارفارد مسؤولة عن القبول في المرحلة الجامعية ، وتقديم المشورة ، والإسكان ، والحياة الطلابية وألعاب القوى - عمومًا جميع المسائل الجامعية باستثناء التدريس، وهو اختصاص كلية الآداب والعلوم بجامعة هارفارد. تحتفظ الهيئة المعروفة باسم رئيس وأساتذة كلية هارفارد باسمها التقليدي على الرغم من حكمها للجامعة بأكملها. كلية رادكليف التي تأسست عام 1879 دفعت في الأصل لأعضاء هيئة التدريس بجامعة هارفارد لتكرار محاضراتهم للنساء. منذ سبعينيات القرن الماضي ، كانت جامعة هارفارد مسؤولة عن شؤون المرأة الجامعية، على الرغم من توقيع رئيس رادكليف على دبلومات النساء في جامعة هارفارد حتى الاندماج النهائي في عام 1999.

## القبول

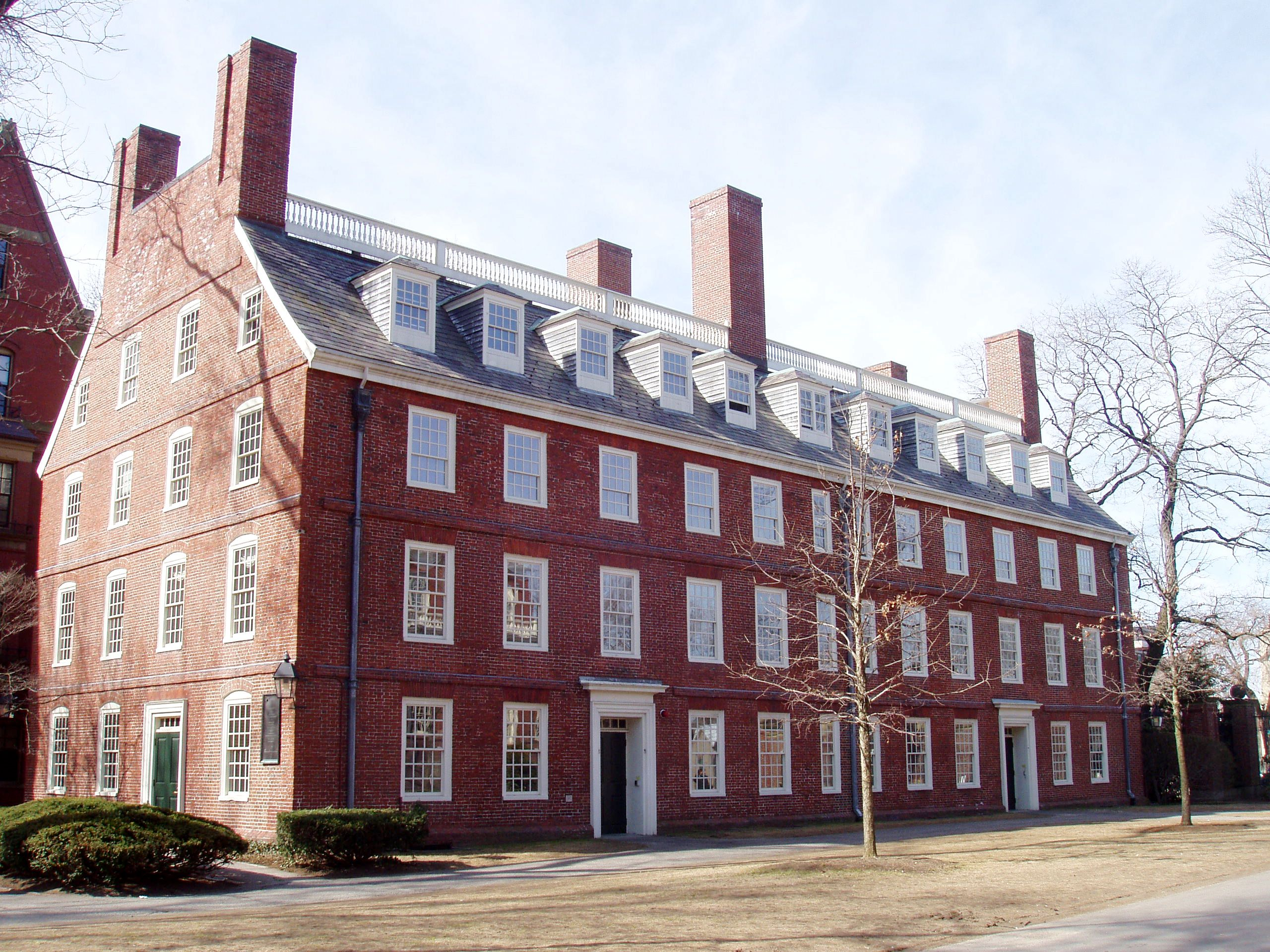
قاعة ماساتشوستس، جامعة هارفارد، كامبريدج، ماساتشوستس، الولايات المتحدة الأمريكية.

تتميز عملية القبول في جامعة هارفارد بمؤسسة كارنيجي بأنها «أكثر انتقائية وتحويل أقل». يعتمد القبول على البراعة الأكاديمية والأنشطة اللامنهجية والصفات الشخصية. بالنسبة لفصل البكالوريوس لعام 2023 ، كان لدى جامعة هارفارد 43330 متقدمًا ، وقبول 2،009 (4.6 ٪) والتسجيل في 1،649. كان النطاق المتوسط 50٪ من درجات SAT للطلاب الجدد المسجلين 710-770 للقراءة والكتابة و 750-800 للرياضيات ، بينما كان النطاق المتوسط 50٪ من النتيجة المركبة ACT 33-35. كان متوسط درجة المدرسة الثانوية (GPA) 4.18.
أنهت كلية هارفارد برنامج القبول المبكر في عام 2007 ، ولكن بالنسبة لفصل عام 2016 وما بعده ، تمت إعادة تقديم برنامج العمل المبكر. كانت فئة الطلاب الجدد التي دخلت خريف عام 2017 هي الأولى في الغالب (50.8٪) من غير البيض.
تزعم دعوى قضائية فيدرالية أن سياسات القبول بجامعة هارفارد تميز ضد الأمريكيين الآسيويين ، الذين يميلون إلى التمثيل الزائد بين الطلاب ذوي التحصيل الدراسي العالي. لم يجد قرار محكمة المقاطعة الصادر في عام 2019 في القضية (التي تم استئنافها منذ ذلك الحين) أي دليل على وجود تحيز عنصري صريح ، لكنه لم يستبعد قدرًا صغيرًا من التحيز الضمني. نفذت جامعة هارفارد تدريبًا أكثر ضمنيًا على التحيز لموظفي القبول وفقًا لتوصيات المحكمة. بالإضافة إلى ذلك ، تم انتقاد تفضيل القبول في جامعة هارفارد لأبناء الخريجين والموظفين والمتبرعين لأنه يفضل المرشحين البيض والأثرياء.
يبلغ متوسط دخل الأسرة لطلاب جامعة هارفارد 168،800 دولارًا أمريكيًا ، حيث يأتي 53٪ من الطلاب من أعلى 10٪ عائلات دخلاً و 20٪ من أقل 60٪. اعتبارًا من عام 2019 ، كانت الرسوم الدراسية لكلية هارفارد حوالي 48000 دولار وإجمالي التكاليف حوالي 70 ألف دولار. ومع ذلك ، تقدم جامعة هارفارد أحد أكثر برامج المساعدات المالية سخاءً في الولايات المتحدة ، مع قبول احتياج أعمى وتلبية 100٪ من الاحتياجات المالية لجميع الطلاب.
اعتبارًا من عام 2019 ، كانت رسوم كلية هارفارد لا تدفع العائلات التي يقل دخلها عن 65000 دولار شيئًا مقابل حضور أطفالها ، بينما لا تدفع العائلات التي يصل دخلها إلى 150 ألف دولار أكثر من 10٪ من دخلها السنوي. المساعدة المالية تستند فقط إلى الحاجة ؛ لا يتم تقديم منح جدارة أو منح رياضية.

## البرامج الأكاديمية
يتميز البرنامج الجامعي في كلية هارفارد بأنه يمتد لأربع سنوات بدوام كامل ويركز على الفنون والعلوم الليبرالية. وللتخرج خلال المدة المعتادة، يأخذ الطلاب عادةً أربع دورات دراسية في كل فصل دراسي.
في منتصف السنة الثانية، يلتحق معظم الطلاب بأحد خمسين تخصصًا أكاديميًا، كما يعلن الكثير منهم عن تخصص فرعي. من الممكن أيضًا دراسة تخصصات مشتركة (تجمع بين متطلبات تخصصين) أو تخصصات خاصة بتصميم الطالب نفسه. معظم التخصصات تؤدي إلى درجة البكالوريوس في الفنون (AB)، في حين تمنح بعض التخصصات درجة البكالوريوس في العلوم (SB). كما توجد برامج درجات مزدوجة تسمح للطلاب بالحصول على درجة البكالوريوس من هارفارد ودرجة الماجستير في الموسيقى (MM) من معهد نيو إنجلاند للموسيقى أو كلية بيركلي للموسيقى خلال خمس سنوات.
في معظم التخصصات، يتطلب الحصول على درجة الشرف دورات متقدمة و/أو أطروحة تخرج.
يجب على طلاب كلية هارفارد دراسة دورة واحدة في كل فئة من فئات التعليم العام الأربعة (الجماليات والثقافة؛ الأخلاقيات والمواطنة؛ التاريخ والمجتمعات والأفراد؛ العلوم والتكنولوجيا في المجتمع) بالإضافة إلى دورة واحدة في كل من الأقسام الأكاديمية الثلاثة (الفنون والعلوم الإنسانية؛ العلوم الاجتماعية؛ العلوم والهندسة والعلوم التطبيقية). كما يتعين عليهم استيفاء متطلبات اللغة الأجنبية، والكتابة التفسيرية، والاستدلال الكمي مع البيانات. هذه التنوع الأكاديمي، إلى جانب التركيز على تخصص معين، يحقق رؤية رئيس هارفارد السابق أبوت لورانس لويل بأن التعليم الليبرالي يجب أن ينتج "أشخاصًا يعرفون القليل عن كل شيء وشيئًا ما بشكل متعمق".
بعض الدورات التمهيدية تضم أعدادًا كبيرة من الطلاب، لكن معظم الدورات صغيرة؛ حيث يبلغ متوسط عدد الطلاب في الفصل 12 طالبًا. التمويل والإشراف الأكاديمي على الأبحاث متاحان لجميع الطلاب في جميع التخصصات والمستويات الأكاديمية.

## خريجون بارزون
- جورج بثيون إنجلش

## روابط خارجية
- كلية هارفارد
- جامعة هارفارد